# آيتاش دوغان
آيتاش دوغان (بالتركية: Aytaç Doğan ) هو فنان تركي وعازف متخصص في آلة القانون ، ولد في مدينة بورصة بتركيا عام 1976م.

## حياته المُبكّرة
ولد آيتاش دوغان في مدينة بورصة في 6 يناير من عام 1976 ، وعندما بلغ من العمر 13 عامًا دخل الحياة الموسيقية مع آلة القانون الذي أعدها له جده في المنزل، والتي من خلاله انطلق في أولي رحلاته الموسيقية ليشارك في نفس المرحلة مع الفنان إبراهيم تاتليسس في سن الرابعة عشرة، وانتقل بعدها من بورصة لينتقل الي اسطنبول ، وأتيحت له فرصة العمل هناك مع أسماء مهمة ومشهورة.

## اسلوب عزفه
من خلال ابتكار أسلوبه الخاص، وخاصة تقنية الريشة الفردية، حينها إكتسب لفت الانتباه في وقت قصير، حينها فتح لقاءه مع المصري أحمد أبوابا مختلفة له، والذي من خلاله دعاه فنانو آلة القانون المشهورون في مصر ، وبعد ذلك اليوم، أصبح منتشر التواجد في أنحاء العالم العربي، وفي السنوات التالية، شارك في العديد من المشاريع المختلفة بآلة القانون وأدى عزفه المميز في عدة مهرجانات ومن جميع أنحاء العالم، وخاصة في الشرق الأوسط، ومع العديد من الفنانين العالميين.

## البوماته
سجل مجموعة البومات وشارك في العديد من المشاريع المشتركة، وبعدها شارك في فرقة Taksim Trio مع الفنانين Hüsnü Şenlendirici و İsmail Tunçbilek ، كما له البومات خاصة ومنها :
- تقسيم الثلاثي
- تقسيم الثلاثي 2
- الحيثية القانونية 1
- الحيثية القانونية 2

## وصلات خارجية
- اروع موسيقى تركية تريح الاعصاب لأفضل عازف تركي "أيتاش دوغان" على يوتيوب
- أيتاش دوغان عزف منفرد علي آلة القانون على يوتيوب
- الموسيقار العراقي نصير شما وآيتاش دوغان يؤديان مقطوعة رحلة الأرواح على يوتيوب